# قواعد التحديث من فنون مصطلح الحديث
قواعد التحديث من فنون مصطلح الحديث. هو كتاب في علوم الحديث ألفه الإمام جمال الدين القاسمي معتمد على كتب المصطلح المؤلفة قبله فيه وضوح في العبارة وفيه مسائل زائدة مبتكرة فيه فوائد يستفيد منها طالب العلم معاصر المؤلف الشيخ طاهر الجزائري.

## مقدمة الكتاب
وإن من أعظم ما يسعى إليه الساعون، ويتنافس في الدعوة إليه المتنافسون، علوم الحديث الكاشفة النقاب، عن جمال وجوه مجملات الكتاب، والمدار لتفصيل الأحكام، وتبيين أقسام الحلال والحرام: إذ مستندها ما صح من الأخبار، وثبت حسنه من الآثار، ولا طريق لتعريف ذلك، إلا بما اصطلع عليه من أصول تلك المسالك. ولما كان الشيء يشرف بشرف موضوعه أو بمسيس الحاجة إليه، كان فن المصطلح مما جمع الأمرين، وفاز بالشرفين؛ لأنه يبصر من سواء السبيل الجواد، ويرقى الهمم لتعرف سنن الرشاد، وإني منذ تنشقت من علم الحديث أرج أردانه، حتى عمت من بحره في زاخره، وجريت طلقًا في ميدانه، لم أزل أسرح طرق الطرف في رياضه، وأورد ذود الفكر في حياضه، أستشيم بارقه إذا سرى، وأجرى مع هواه حيث جرى، وأنظم فرائده، وأقيد أوابده، وأدل على مقاصده، وأعوج إلى معاهده، حتى أشحذت كليل العزم، وأيقظت نائم الهم، وأجبت داعي الفكر لمقترحه، من جمع ما كنت وعيت من مصطلحه؛ إذ هو قطب تدور عليه أفلاك الأخبار، وعباب تنصب منه جداول معاني الآثار، قد سجم وابل فضله في الأصول فأزهرها، وتبسم وجه إقباله في الفروع فنورها،فاستخرت الله فيما قصدت، وتوكلت عليه فيما أردت، وشرعت في جمع لبابه، والمهمات من أبوابه، وإبراز دفائنه وكنوزه، وحل غوامضه ورموزه، ومن الكتب المعول عليها، والأصول المرجوع إليها، حتى غدا جامعًا لمجمع المصطلحات، وحاصرًا لامهاتها المعتبرات، مع تنبيهات نافعة وتنويرات ساطعة، توضح معالم أسرار الآثار، وتصيرها كالشمس في رائعة النهار، وضممت إليه فرائد تبهج الألباب، عثرت على خباياها في غير ما كتاب، مما لم يذكر في أسفار المصطلح، ولا يعلم مظانها إلا من لزند التنقيب اقتدح، فقيدت شواردها، وقصرت أوابدها على أسلوب جديد، يسهل الوقوف على أسرار هذا الفن الباهرة، ويرقى إلى الرسوخ في مقاصد السنة الطاهرة، والحذق في رد الخلاف إلى الحق المأثور، الذي تطمئن به القلوب وتنشرح الصدور. مما يتنافس فيه الكاملون، ويتباهي بتحصيل معرفته الراغبون، وقد سميته: "قواعد التحديث من فنون مصطلح الحديث" ورتبته على مقدمة وعشرة أبواب، مذيلة بخاتمة في فوائد متنوعة يضطر إليها الأثرى، ثم بتتمة في مقصدين بديعين. وعلى الله التكلان، في كل وقت وأوان، والحمد لله الذي هدانا لهذا وما كنا لنهتدي لولا أن هدانا الله.